# Rue de Solférino (Paris)
Pour les articles homonymes, voir Rue de Solférino.
La rue de Solférino est une rue du 7e arrondissement de Paris.

## Situation et accès

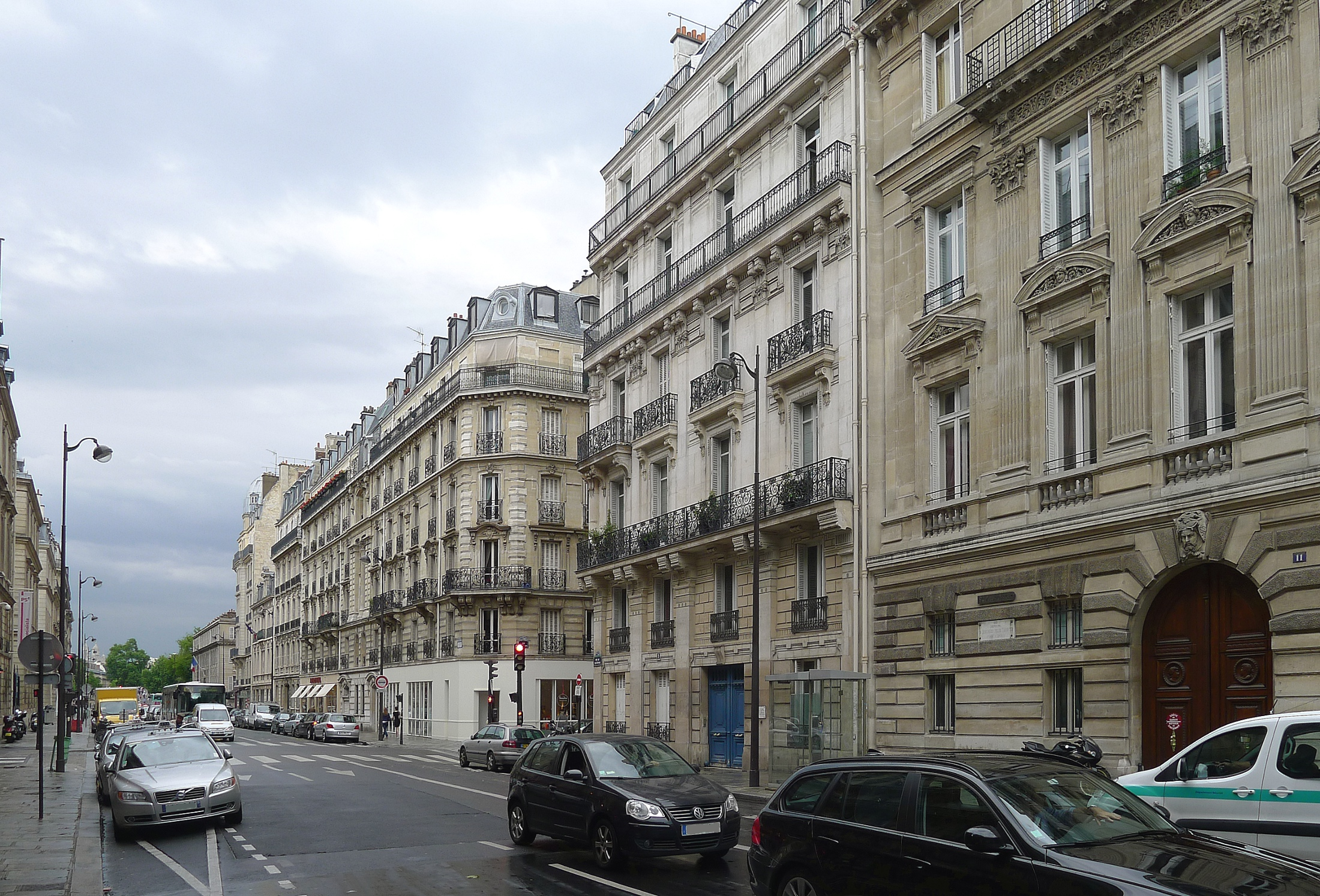
Vue de la rue en direction du quai Anatole-France.

Située dans le nord-est du 7e arrondissement de Paris, la rue de Solférino est longue de 232 m et large de 20 m. Elle relie les quais Anatole-France et Valéry-Giscard-d'Estaing au boulevard Saint-Germain dans une direction nord-nord-est/sud-sud-est. Elle croise la rue de Lille et la rue de l'Université. Au nord, elle fait face à la passerelle Léopold-Sédar-Senghor qui franchit la Seine.
Le quartier est desservi par la ligne 12 aux stations Assemblée nationale et Solférino et par la ligne C du RER à la gare du Musée d'Orsay.

## Origine du nom
Elle doit son nom à la bataille de Solférino, remportée par Napoléon III le 24 juin 1859 durant la campagne d'Italie, en Lombardie, contre les troupes autrichiennes, car elle conduisait à l'origine à l'ancien pont de Solférino (1859-1961).

## Historique
Destinée à relier le faubourg Saint-Germain à l'Opéra et au-delà, l'artère fut créée sous le Second Empire par décret du 28 juillet 1866 : 
 
« Napoléon, etc., 

Sur le rapport de notre ministre secrétaire d’État au département de l'Intérieur,
Vu l'ordonnance du 10 juillet 1816 ;
vu les propositions de M. le préfet de la Seine ;
Avons décrété et décrétons ce qui suit :
Article 3. — La rue ouverte dans l'axe du pont de Solférino recevra le nom de rue de Solférino.
etc.
Article 17. — Notre ministre secrétaire d'État au département de l'Intérieur est chargé de l'exécution du présent décret.
Fait au palais de Fontainebleau, le 10 août 1868. »
Le 26 juin 1918, durant la Première Guerre mondiale, une bombe explose dans la rue  face à la Légion d'honneur lors d'un raid effectué par des avions allemands.
En 1923, les immeubles situés aux numéros 2, 2 bis et 4 de la rue sont vendus par les « consorts Jametelle-Hunebelle » à une société d’assurances pour la somme de 2 600 000 francs.
La partie comprise entre le boulevard Saint-Germain et la rue Saint-Dominique a été dénommée « place Jacques-Bainville » en 1961. 
Depuis 1999, la passerelle Solférino (renommée « passerelle Léopold-Sédar-Senghor » en 2006) relie par-dessus la Seine le quai des Tuileries (1er arrondissement) à la rue de Solférino, à l'emplacement de l'ancien pont de Solférino.

## Bâtiments remarquables et lieux de mémoire

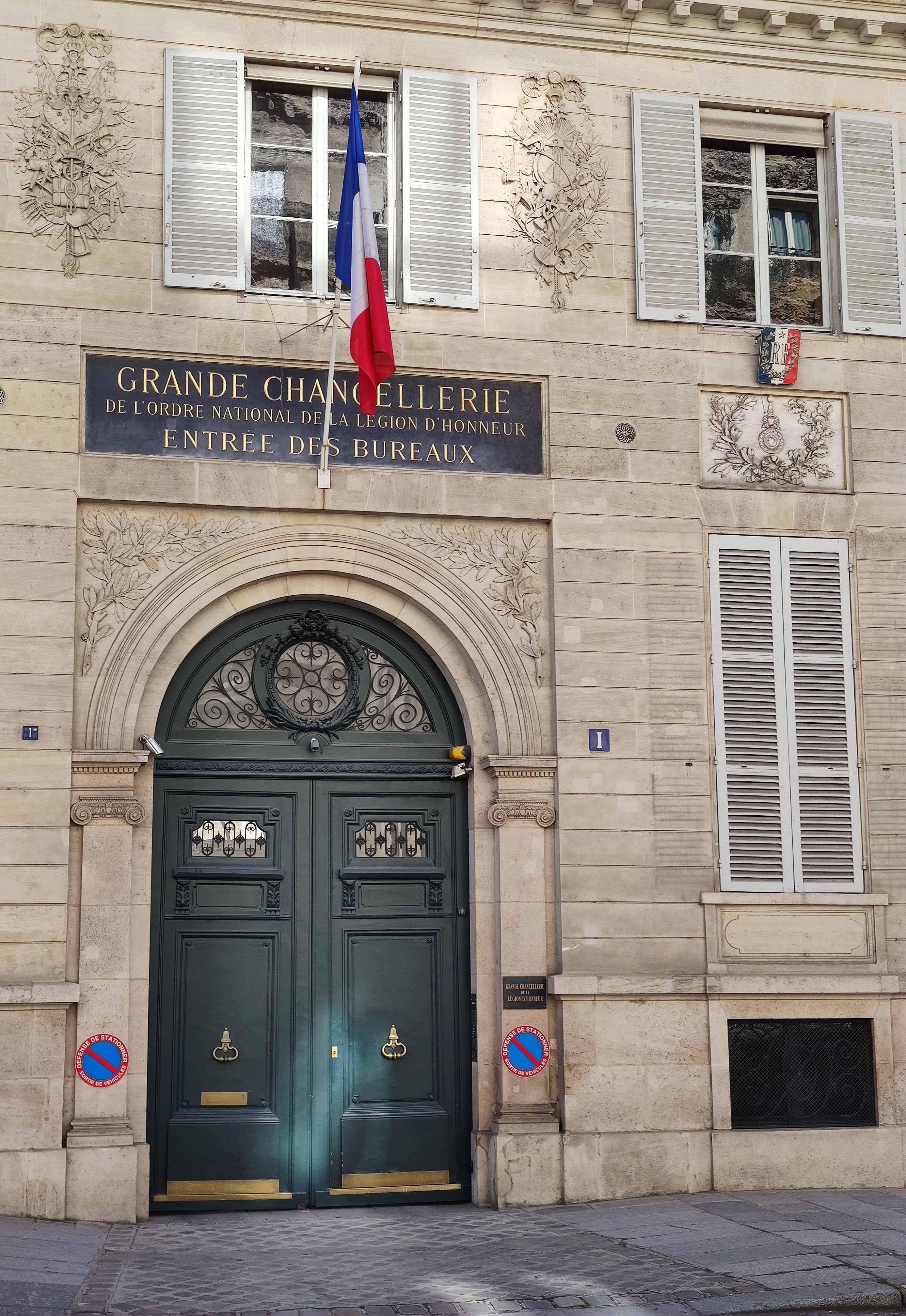
No 1.

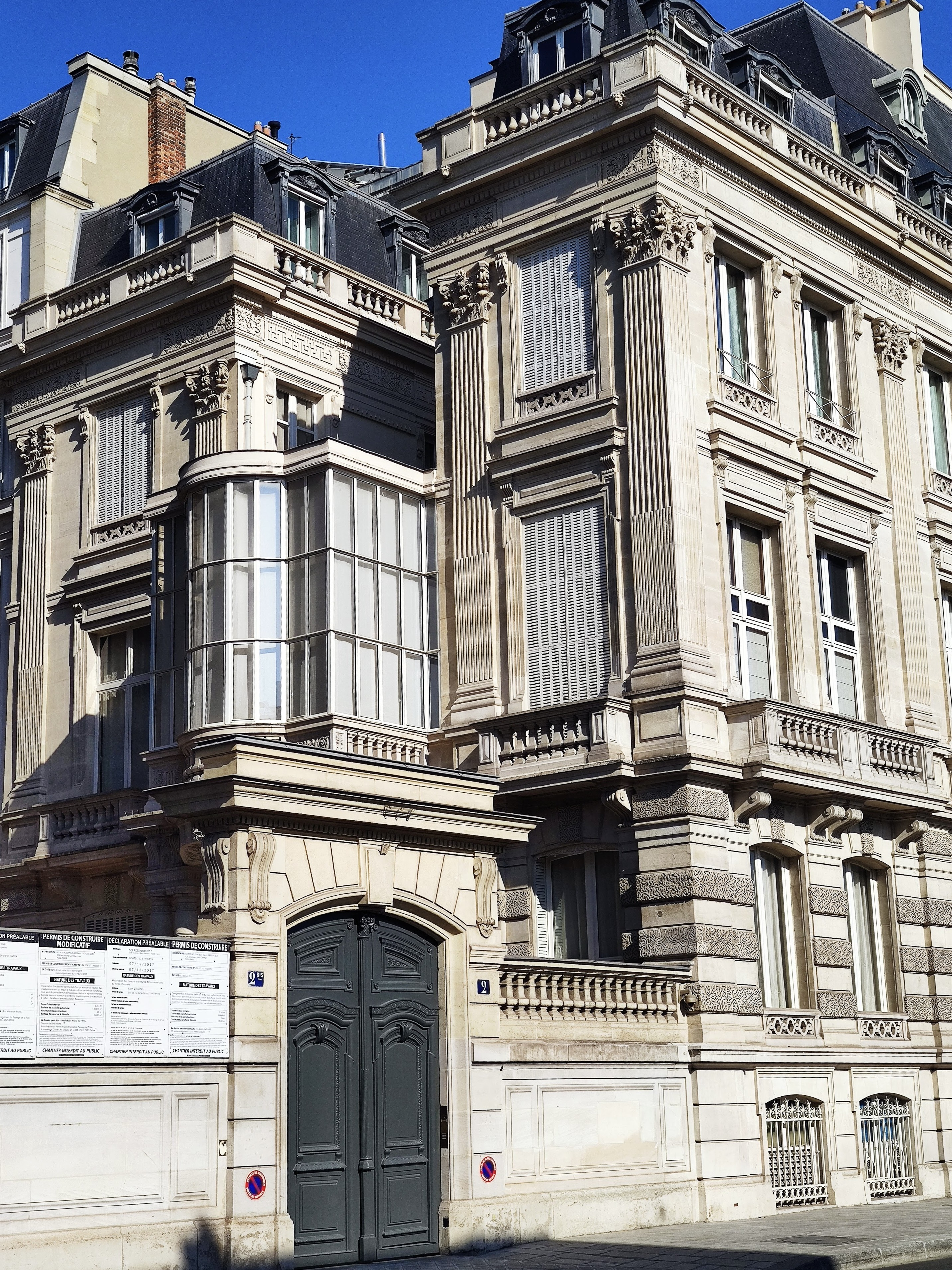
No 2.

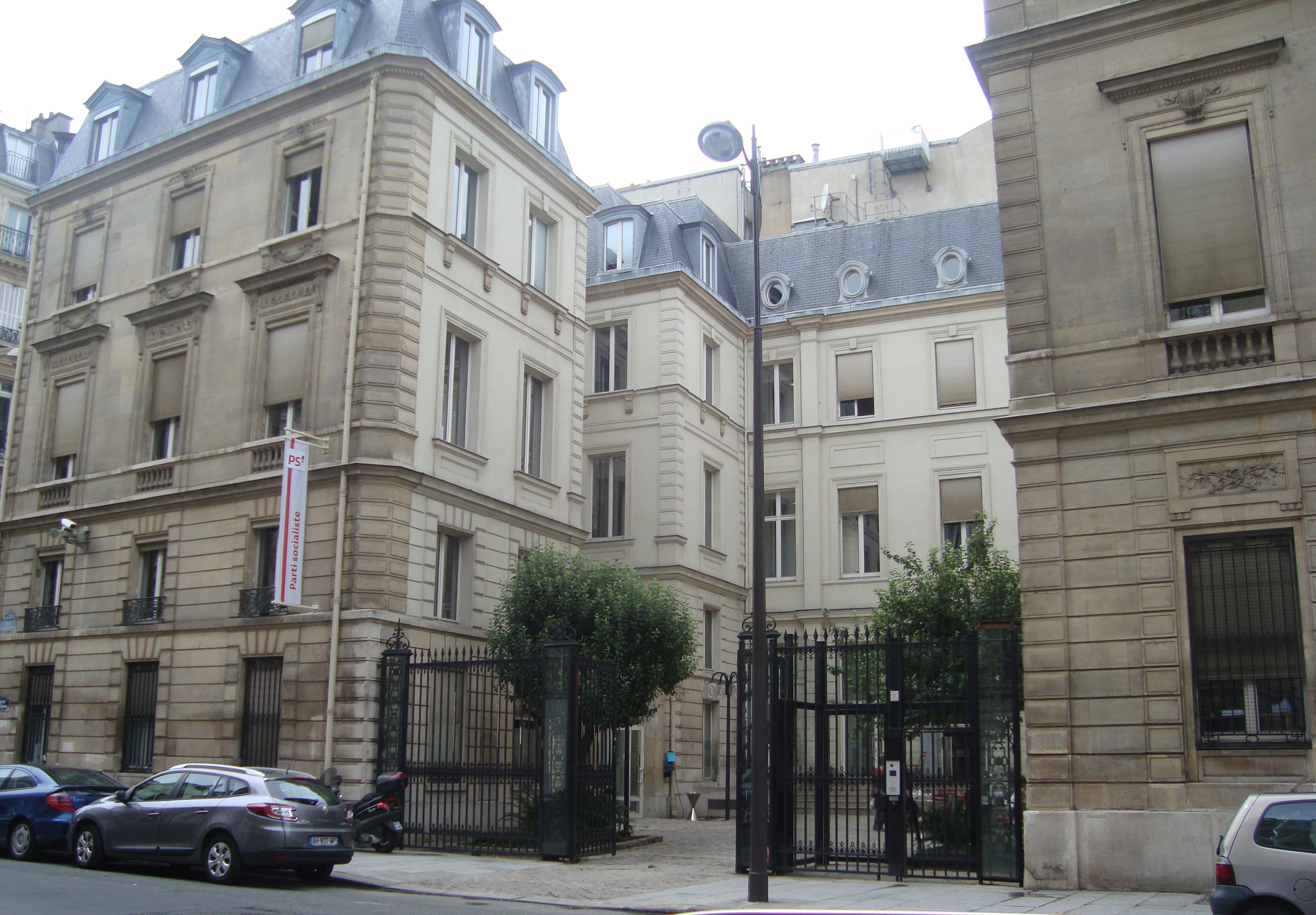
No 10 : siège du Parti socialiste de 1980 à 2018.

- No 1 : jardins et une partie de la façade du palais de la Légion d'honneur, dont l'entrée principale se trouve dans une rue perpendiculaire, la rue de Lille.
- No 2 : hôtel Hunebelle[5]. En 1881 réside à cette adresse un certain M. Hunebelle, entrepreneur de travaux publics[6]. L’architecte Victor Laloux (1850-1937), membre de l’Institut, architecte de la gare d'Orsay (actuel musée d'Orsay), y a résidé[7] et y est mort[8]. L’homme politique Georges Leygues (1857-1933), député, ministre[9], et le magistrat Arthur Desjardins (1835-1901)[10] y ont également habité[11]. En 1896, on trouve à cette adresse le siège social de la Ligue nationale contre l'athéisme[12], dont Arthur Desjardins est en son temps président. À l’angle du bâtiment est apposé un panneau portant la mention suivante : « Ici est tombé le 10 août 1944 Henri Capelle, mort pour la France ».
- No 2 bis : ancien hôtel particulier ; à cette adresse a habité le chirurgien Joaquin Albarran (1860-1912), comme le signale une plaque en façade. L’immeuble a longtemps été le siège du groupe Pernod Ricard, qui l’a vendu en 2012 à l’oligarque russe Alexeï Kouzmitchev pour la somme de 28 millions d’euros[13],[14]. En 2015, un permis de construire est délivré pour l’implantation d’un bassin d’agrément et d’un spa au sous-sol et pour l’installation d’un ascenseur à voitures dans la cour « avec restauration du pavage »[15].
- No 5 : de 1947 à 1955, le quartier général du Rassemblement du peuple français (RPF) du général de Gaulle était installé dans un hôtel particulier au no 5. Depuis les années 1970, il est le siège de l’Institut et de la Fondation Charles-de-Gaulle. La rue de Solférino a également été le siège de diverses associations ou organisations politiques gaullistes, comme l’Association nationale pour le soutien de l’action du général de Gaulle de 1960 à 1975 ou encore du Service d’action civique (SAC)[16]. À ce numéro a vécu et est mort l'académicien et homme de lettres François de Curel (1854-1928).
- No 6 : une plaque commémorative rend hommage à l'écrivain Jules Romains, qui y vécut de 1947 à 1972.
- No 10 : 
  - Hôtel particulier d'Albert, duc de Broglie, ambassadeur, ministre, président du conseil, parlementaire, membre de l'Académie française, puis de son fils le prince Amédée de Broglie (1849-1917), époux de Marie Say (1857-1943)[17]. Celle-ci, remariée en 1930 avec le prince Louis-Ferdinand d'Orléans, occupe l'hôtel avec les enfants issus de son premier mariage, jusqu'en 1934.
  - En 1934, la Fédération générale des fonctionnaires CGT fait l'acquisition de l'immeuble.
  - En 1940, les syndicats de fonctionnaires sont dissous par le régime de Vichy et leurs biens confisqués. Sous l’Occupation, c’est dans cet immeuble que s’installe le ministère de l’Information chargé de la propagande, symbole de la Collaboration. Le ministre de l’Information, Philippe Henriot, y est assassiné le 28 juin 1944 par un membre du COMAC[18] ;
  - Le 18 août 1944, pendant l'insurrection parisienne, des résistants de la Fonction publique CGT reprennent l'immeuble les armes à la main. Après la scission de 1948 et jusqu'en 1978, il est le siège des fédérations de la Fonction publique (et leurs syndicats) issus de la CGT d'avant-guerre : UGFF-CGT, FGF-FO, et de la FEN[19] ;
  - De 1981 à 2018[20], on y trouve le siège du Parti socialiste (PS), qui achète l'hôtel particulier à l'UNMRIFEN (Union nationale des mutuelles de retraite des instituteurs et fonctionnaires de l'Éducation nationale) en 1980[21] (par métonymie, « Solférino » désigne souvent la direction du Parti socialiste dans les médias) avant de le vendre en 2017 à la société foncière Apsys et de déménager le 12 octobre 2018[22].
  - En janvier 2021, le groupe Interparfums, jusqu'alors installé au no 4 du Rond-point des Champs-Élysées dans le 8e arrondissement de Paris, achète l'immeuble pour en faire son siège social[23]. La rénovation de l'immeuble a été confiée à l'architecte Jean-Paul Viguier[24].
- No 11 : une plaque commémorative rend hommage au chirurgien Félix Terrier, qui y vécut.
- L'Union des Françaises contre l'alcool (UFCA) y a son siège à l'hiver 1920, accueillie par le Foyer franco-américain[25].

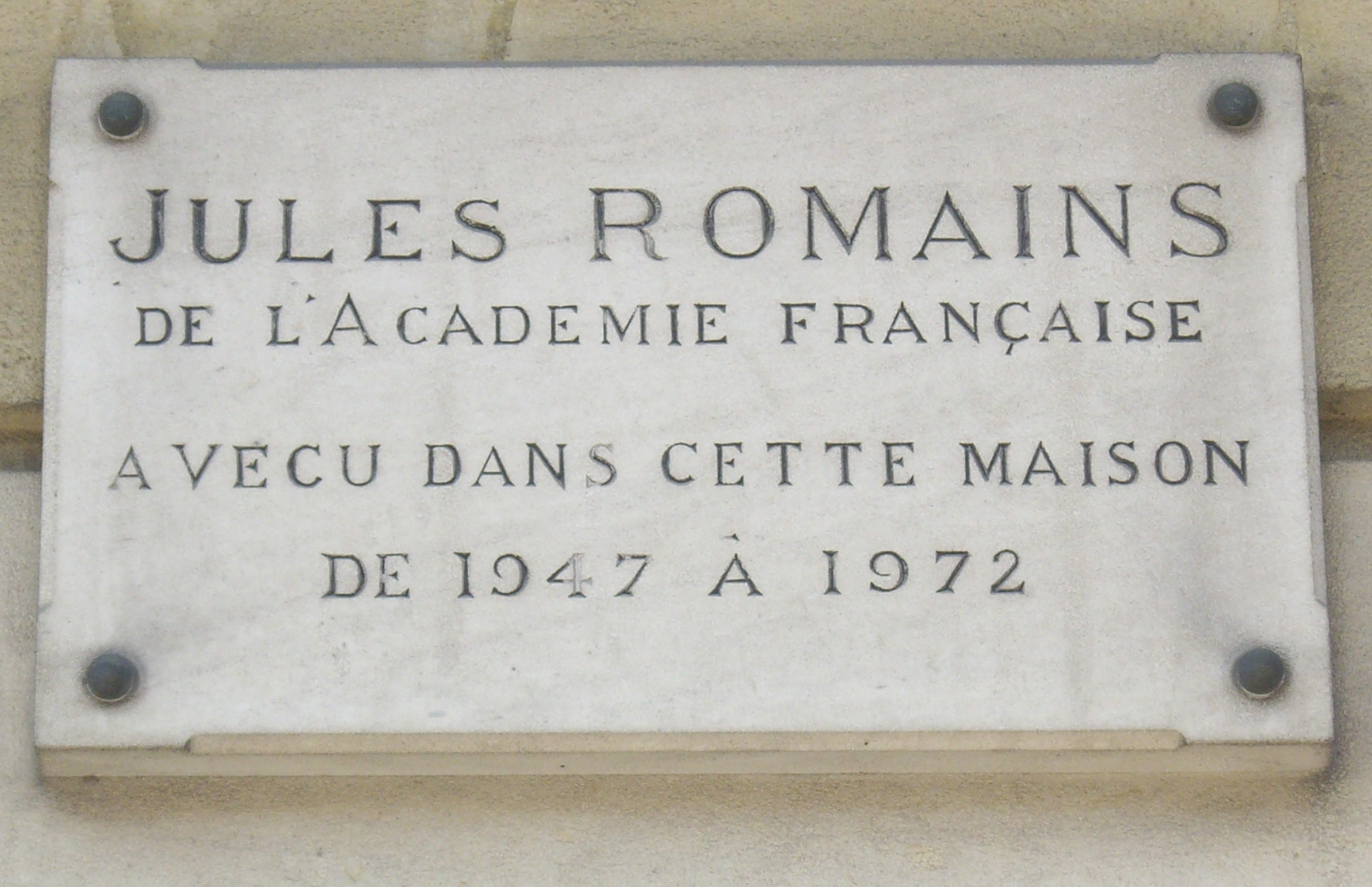
Plaque au no 6.
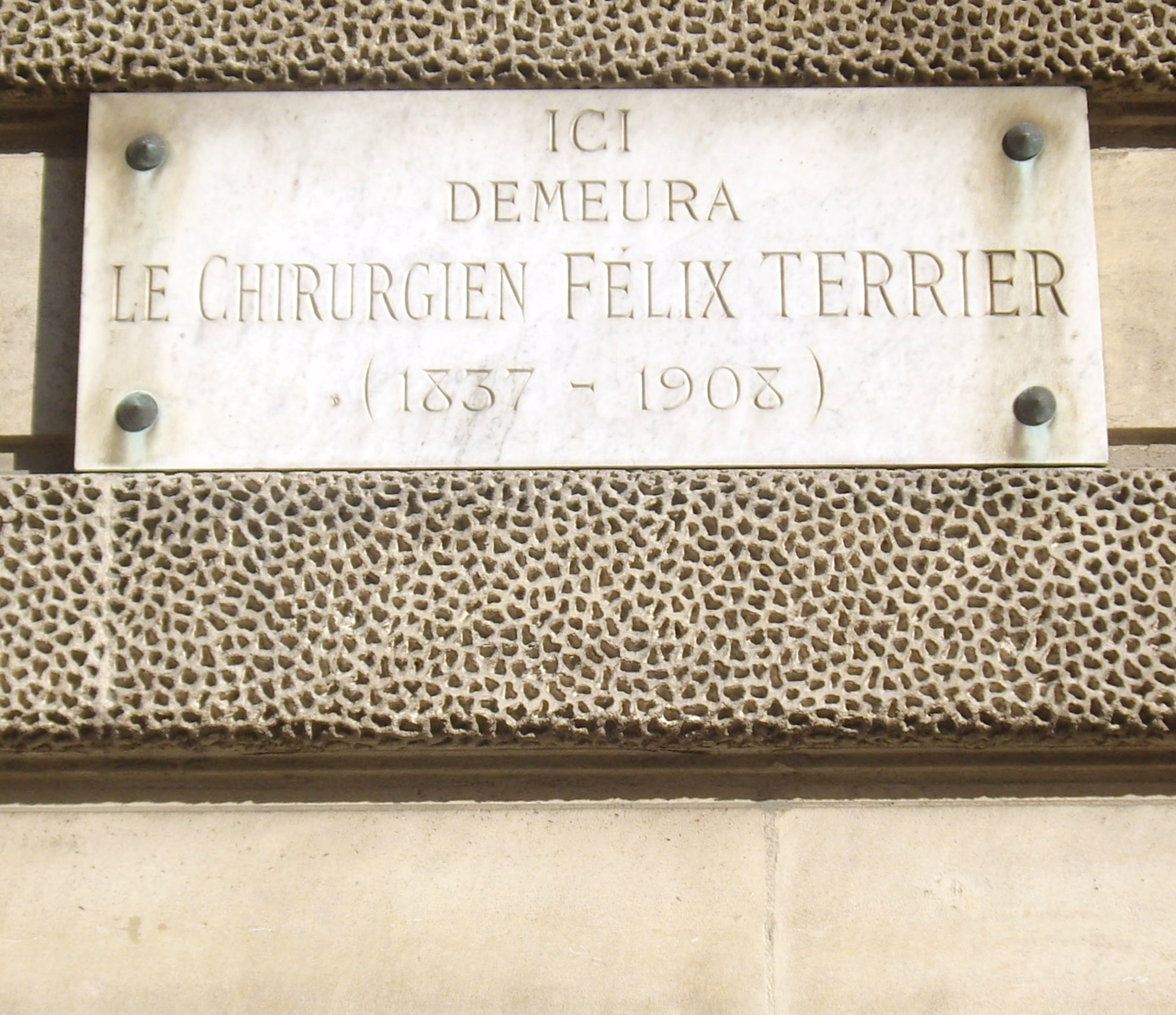
Plaque au no 11.

### Dans la culture populaire
- Des scènes de la saison 2 de la série télévisée Baron noir (2018) y ont été tournées.